# تشانس بيدرومو
تشانس بيدرومو هو ممثل إنجليزي ولد في الولايات المتحدة، أشتهر بدور أمبروز سبيلمان في مسلسل مغامرات صابرينا المخيفة.

## وصلات خارجية
- تشانس بيدرومو على موقع IMDb (الإنجليزية)
- تشانس بيدرومو على موقع ميتاكريتيك (الإنجليزية)
- تشانس بيدرومو على موقع روتن توميتوز (الإنجليزية)
- تشانس بيدرومو على موقع قاعدة بيانات الأفلام العربية
- تشانس بيدرومو على موقع ألو سيني (الفرنسية)
- تشانس بيدرومو على موقع ميوزك برينز (الإنجليزية)
- تشانس بيدرومو على موقع أول موفي (الإنجليزية)
- تشانس بيدرومو على موقع قاعدة بيانات الأفلام السويدية (السويدية)
- تشانس بيدرومو على موقع قاعدة بيانات الفيلم (الإنجليزية)
- تشانس بيدرومو على موقع كينوبويسك (الروسية)